# Salustiano Zavalía
Salustiano Zavalía (San Miguel de Tucumán, 6 de junio de 1806 - 16 de enero de 1873) fue un abogado y político argentino, que luchó contra Juan Manuel de Rosas, y uno de los redactores de la Constitución Nacional Argentina y gobernador de la provincia de Tucumán.

## La Coalición del Norte
Se recibió de abogado en la Universidad Nacional de Córdoba a los 19 años, y se afilió a la filial local de la Asociación de Mayo dirigida por Juan Bautista Alberdi. El gobernador federal Alejandro Heredia lo nombró diputado provincial, junto con su amigo Marco Avellaneda. Llegó a ser presidente del cuerpo, pero su actitud ambigua frente a la guerra que se llevaba adelante contra Bolivia, lo llevó a enfrentarse a Heredia.
Heredia fue asesinado, y Zavalía fue ministro de gobierno de su sucesor, el anciano coronel Bernabé Piedrabuena. Bajo su dirección y la de Avellaneda, se enemistaron con el gobernador Juan Manuel de Rosas y organizaron la Coalición del Norte, unión de liberales federales y unitarios. La Coalición no duró mucho: tras las sucesivas derrotas de Lavalle y Lamadrid, todos sus participantes terminaron exiliados o muertos.

## La Constitución
Zavalía huyó a Lima, Perú, de donde regresó hacia 1856. Se estableció en Tucumán como cultivador de caña de azúcar, de la que llegó a ser un fuerte industrial, fue diputado provincial y presidente de la legislatura. El nuevo caudillo, Celedonio Gutiérrez, pensó que los unitarios le serían leales si los trataba bien. Al igual que Heredia, se equivocó.
En cuanto Gutiérrez salió para la firma del Acuerdo de San Nicolás, en 1852, Zavalía hizo aprobar un proyecto por el cual se duplicaban las diputaciones por los departamentos más grandes, Tucumán y Monteros, y cubrió los cargos con unitarios. Estos quedaron en mayoría y depusieron a Gutiérrez en ausencia. En su lugar nombraron al coronel Espinosa. También sancionaron una ley que prohibía el regreso de Gutiérrez a la provincia.
El nuevo gobernador envió a Zavalía a entrevistarse con Urquiza. Gutiérrez ya había salido para recuperar el gobierno, cosa que lograría algunas semanas más tarde, pero Urquiza le ordenó que nombrara a Zavalía diputado al Congreso Constituyente.
Pese a su prestigio,[cita requerida] casi no participó en los debates del Congreso. Se unió al partido liberal, pero se limitó a aceptar lo que proponía José Benjamín Gorostiaga. En cambio, se destacó en la sociedad culta de Santa Fe por sus modales refinados y su cuidado personal, llegando a hacerse de muchos amigos.[cita requerida]

## Gobernador de Tucumán
Regresó a Tucumán a fines de 1853, después de la derrota de Gutiérrez, y fue elegido senador nacional por su provincia. En los enfrentamientos internos del partido del gobierno, apoyó al vicepresidente Salvador María del Carril contra su rival, el ministro Santiago Derqui.
En marzo de 1860 fue elegido gobernador de Tucumán por el partido unitario, sucediendo en ese puesto a Marcos Paz. Fue aliado de los hermanos Taboada, caudillos unitarios de Santiago del Estero.

### Interventor federal de Santiago del Estero
A principios de 1860, Pedro Ramón Alcorta era gobernador de Santiago del Estero. Este intentó independizarse de la influencia de los hermanos Taboada, que lo habían llevado al gobierno por ser su hombre de confianza. La ruptura entre el gobernador y los Taboada se produjo cuando el 16 de septiembre fueron elegidos como diputados hombres que respondían a Alcorta. Los caudillos santiagueños desconocieron su autoridad y reunieron sus milicias. Estos derrotaron a las fuerzas leales a Alcorta en el combate de Maco, el 24 de septiembre de 1860. Ese mismo día, la Legislatura destituyó al gobernador. Alcorta huyó de la provincia y solicitó al entonces presidente Derqui la intervención federal para Santiago del Estero. Mediante un decreto del 30 de octubre de 1860, Derqui designó como interventor a Salustiano Zavalía, con el expreso encargo de restituir a Alcorta en el gobierno. Zavalía viajó a Santiago del Estero y luego de tener una conferencia con los Taboada, logró que estos reunieran a la Legislatura el 5 de diciembre y derogaran la ley mediante la cual se había destituido al gobernador. Sin embargo, Zavalía y los Taboada había llegado a un acuerdo, mediante el cual se reconocía la renuncia a la que habían sido forzados los diputados que habían permanecido leales a Alcorta. Además, las fuerzas provinciales continuaban al mando de Antonino Taboada. Sin fuerza militar ni apoyo parlamentario, Alcorta rechazó la mediación y la intervención de Zavalía fracasó. El 6 de julio de 1861, Octaviano Navarro fue designado mediante decreto nacional como nuevo interventor federal de Santiago del Estero.
Zavalía renunció a la gobernación de Tucumán al saber que Buenos Aires y la Confederación iban a librar la que sería la batalla de Pavón. Su sucesor Benjamín Villafañe se enzarzó en las luchas por el predominio en el norte argentino, de las cuales surgió la hegemonía liberal.
Desde 1865 fue senador nacional por Tucumán y se destacó como partidario casi fanático del presidente Bartolomé Mitre. Apoyó con todas sus fuerzas la candidatura presidencial de Rufino de Elizalde, y su derrota lo colocó en el bando opositor al presidente Sarmiento.
Había casado con en primeras nupcias con Januaria Iramain Díaz Gallo, con quien tuvo varios hijos. Uno de ellos, Salustiano J. Zavalía (1837 - 1914) integró la Corte Suprema de Justicia de la Nación Argentina.
En segundas nupcias casó con Emilia Estanislada López Lassaga, con quien tuvo dos hijas.